# Musan inspirerar poeten
Musan inspirerar poeten (franska: La muse inspirant le poète) är en oljemålning av den franske konstnären Henri Rousseau. Den finns i två versioner. Den första målades 1908 och ingår i Pusjkinmuseets samlingar i Moskva. Den andra versionen målades året därpå och är utställd på Kunstmuseum Basel i Schweiz. 
Rousseau var autodidakt och en av naivismen främsta företrädare. Han började måla sent i livet och hans konst blev till en början förlöjligad. Men omkring sekelskiftet uppmärksammades han av avantgardet och kulturprofiler som Alfred Jarry, André Breton, Pablo Picasso och Robert Delaunay. 
Detta dubbelporträtt föreställer en annan vän till konstnären: den franske poeten Guillaume Apollinaire och hans partner (och musa) konstnären Marie Laurencin. De befinner sig mellan några träd och en blomsterrabatt i Jardin du Luxembourg i Paris. Rousseau namngav såväl tavlan som genren landskapsporträtt, en genre han menade att han själv hade uppfunnit (jämför Jag själv: Porträtt–Landskap).  